# Mecz piłkarski Anglia – Węgry (1953)

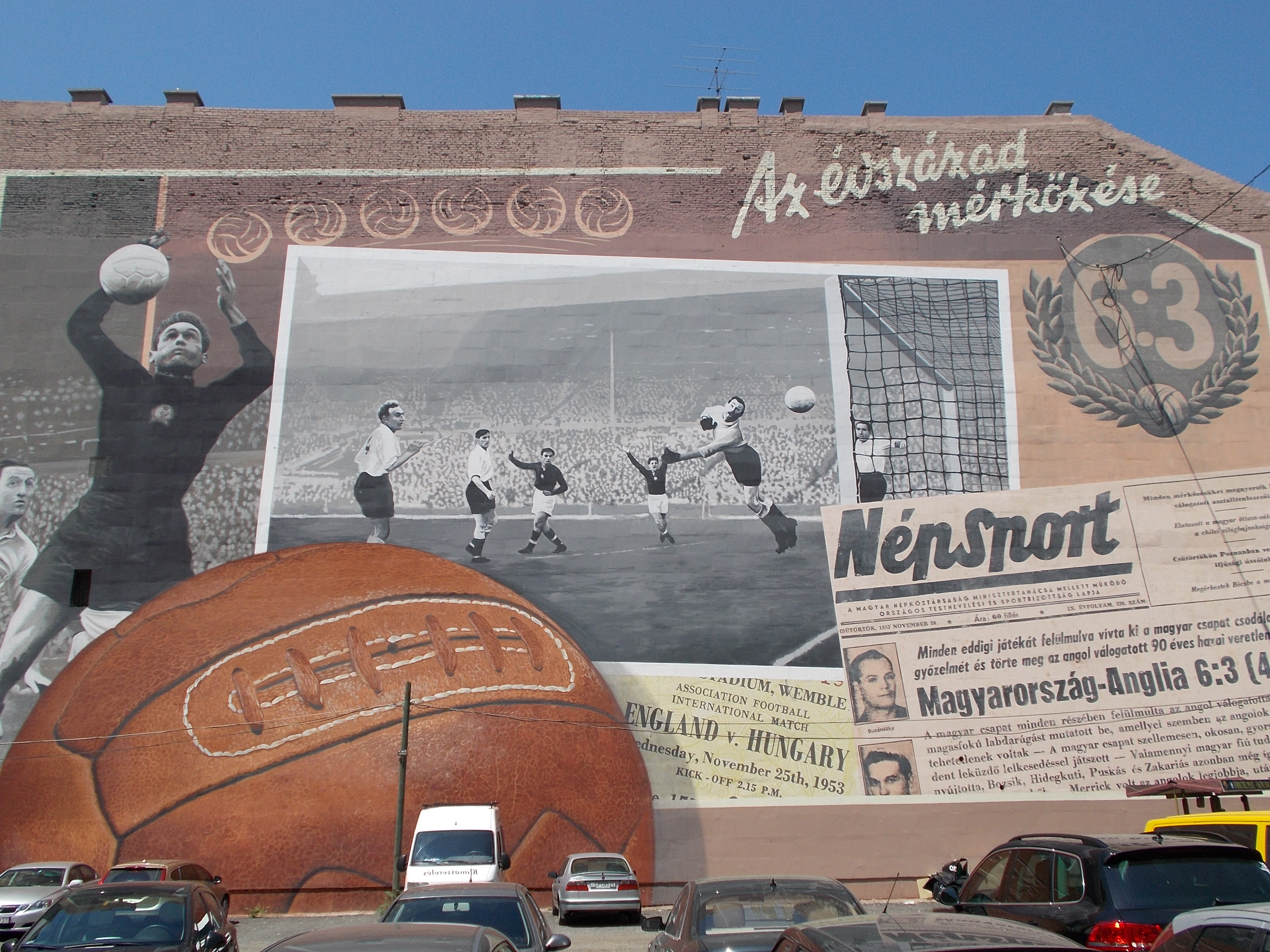
Mural w Budapeszcie upamiętniający spotkanie z Anglią w 1953 roku

Mecz piłkarski Anglia – Węgry (1953) – 25 listopada 1953 roku rozegrano towarzyski mecz piłkarski pomiędzy Anglią a Węgrami. Reprezentacja Węgier była wówczas mistrzem olimpijskim i kontynuowała serię 24 meczów bez porażki. Węgry wygrały mecz 6:3. Anglia okazała się technicznie i taktycznie gorsza od Węgrów. Na jaw wyszedł przestarzały system szkolenia oraz taktyka stosowana przez zespół Anglii, przez co reprezentacja i kluby angielskie przyjęły kontynentalne praktyki.

## Tło
Reprezentacja Anglii nigdy nie poniosła porażki jako gospodarz przeciwko zespołom spoza Wysp Brytyjskich. Stworzyło to klimat samozadowolenia; Angielski Związek Piłki Nożnej (FA) po prostu założył, że jako twórcy futbolu, angielscy piłkarze byli technicznie i fizycznie lepsi od piłkarzy zagranicznych. Ponadto nowinki trenerskie i taktyczne z zagranicy były ignorowane, a reprezentacja i większość klubów stosowała przestarzałą taktykę WM. Szkoleniowiec reprezentacji Anglii, Walter Winterbottom, nie miał doświadczenia w zawodowym futbolu. Do jego obowiązków należała nie tylko opieka nad drużyną narodową, ale także rozwój ogólnego standardu trenerskiego w Anglii. Był to bardzo szeroki zakres kompetencji, co wskazywało albo na naiwność, albo na brak zainteresowania ze strony związku. Ponadto Winterbottom nie wybierał składu reprezentacji Anglii, co pozostawało w gestii komisji selekcyjnej FA, która często wykazywała niewielką lub brak logiczności w wyborze gracza.
Szkoleniowcem reprezentacji Węgier był zastępca ministra sportu, Gusztáv Sebes, którego celem było osiągnięcie przez komunistyczne Węgry doskonałości w sporcie. Innowacjami w węgierskim futbolu był system futbolu totalnego oraz pozycja rozgrywającego, którą w reprezentacji Węgier pełnił Ferenc Puskás. Na skutek tego Węgrzy byli niepokonani od maja 1950 i wygrali Igrzyska Olimpijskie w Helsinkach w 1952 roku.
Brytyjska prasa zapowiadała mecz jako "mecz stulecia", jako że grali z sobą twórcy futbolu, niepokonani na własnym terenie z drużynami spoza Wysp Brytyjskich, z najlepszą drużyną na świecie w tamtym czasie.

## Reprezentacja Anglii
Reprezentacja Anglii grała w formacji WM. W jej składzie wystąpili m.in. Stanley Matthews, Stan Mortensen, Gil Merrick, Alf Ramsey i kapitan Billy Wright, powszechnie uważany za jednego z najlepszych obrońców na świecie.

## Reprezentacja Węgier
Reprezentacja Węgier zagrała w rewolucyjnym ustawieniu 2-3-3-2, w którym Nándor Hidegkuti był cofniętym napastnikiem. Ponadto zespół miał kilka innych gwiazd: Sándora Kocsisa, skrzydłowego Zoltána Czibora, pomocnika Józsefa Bozsika, bramkarza Gyulę Grosicsa i rozgrywającego Ferenca Puskása.

## Mecz
Mecz odbył się 25 listopada 1953 roku na Empire Wembley Stadium. Oglądało go 105 000 widzów.

### Pierwsza połowa
Węgrzy rozpoczęli mecz i strzelili pierwszego gola już w pierwszej minucie – Nándor Hidegkuti oddał silny strzał i pokonał Gila Merricka. Szybko stało się widoczne, że sztywny angielski system WM nie był w stanie poradzić sobie z bardziej płynną taktyką Węgrów; raz po raz Hidegkuti i Puskás z łatwością mijali kryjących ich Anglików. Na przykład środkowy obrońca Harry Johnston nie wiedział, czy kryć cofniętego Hidegkutiego "jeden na jednego" czy też pozwolić mu swobodnie poruszać się po boisku.

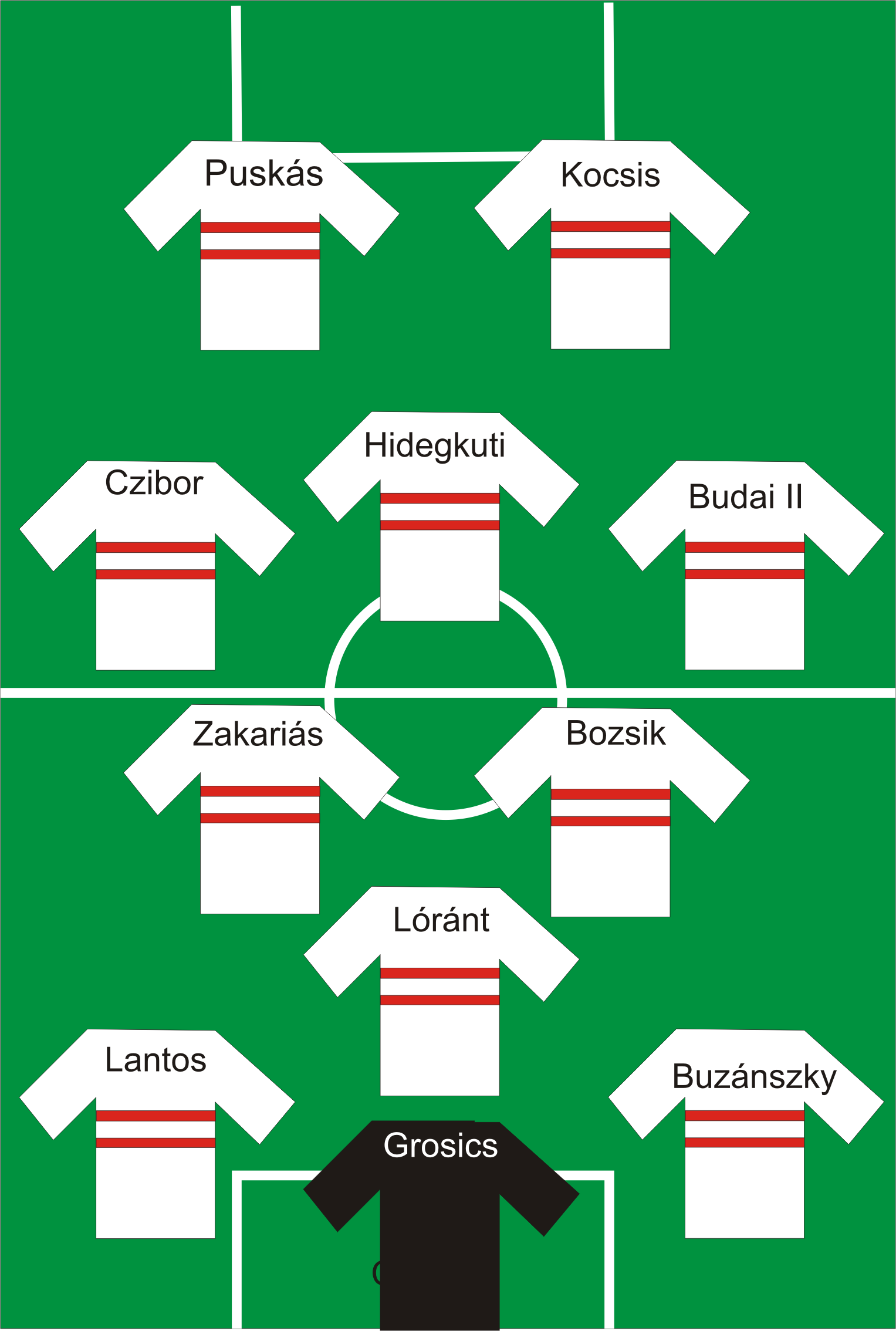
Taktyka reprezentacji Węgier.

Anglia była jeszcze w stanie stworzyć szanse, gdy miała piłkę. Stan Mortensen w 13 minucie wypuścił piłkę Jackiemu Sewellowi, który strzelił na 1:1. Jednakże Węgrzy szybko odpowiedzieli: w 20 minucie niekryty Hidegkuti strzelił na 2:1. Cztery minuty później Billy Wright próbował odebrać Puskásowi piłkę, który następnie przeciągnął ją podeszwą buta, mijając Wrighta i pewnie zdobywając gola na 3:1. Anglia po prostu nie była w stanie odzyskać piłki i w 27 minucie Puskás strzelił ponownie; asystę z rzutu wolnego zaliczył József Bozsik. W 38 minucie Mortensen strzelił gola i do pierwszej połowy wynik nie uległ zmianie: Węgry prowadziły 4:2, co było wiernym odzwierciedleniem ich wyższości.

### Druga połowa
Druga połowa rozgrywała się w tym samym stylu co pierwsza, pod kątem zupełnej dominacji technicznej i taktycznej Węgier oraz słabej obrony Anglii. W 50 minucie Bozsik strzelił na 5:2, a trzy minuty później Hidegkuti zaliczył hat-tricka strzałem z woleja i było już 6:2. W 57 minucie, podczas jednego z nielicznych ataków reprezentacji Anglii, Grosics sfaulował Mortensena, a rzut karny wykorzystał Ramsey. W pozostałej części meczu Węgrzy skupili się głównie na utrzymaniu piłki. Spotkanie zakończyło się wynikiem 6:3.

## Następstwa

### Dyskusje i analizy pomeczowe
Rezultat w dużym stopniu wypłynął od naiwnej taktyki Anglii. W tradycyjnym ustawieniu WM środkowy obrońca kryje środkowego napastnika rywala (zwykle numer 9). W przypadku meczu Anglii z Węgrami Harry Johnston miał za zadanie kryć Nándora Hidegkutiego. Jednakże Hidegkuti grał jako cofnięty napastnik i grał również jako pomocnik. To oznaczało, że Johnston był często zmuszony do zmiany pozycji i zostawiał innym Węgrom przestrzeń do gry. W reprezentacji Anglii nie wiedziano również, kto ma kryć numery 8 i 10, tj. Kocsisa i Puskása. W teorii ci zawodnicy grali jako boczni napastnicy, ale w trakcie meczu często schodzili do środka i wymieniali się pozycjami, co doprowadziło do zdezorientowania sztywnej angielskiej obrony. Wynikało to stąd, że angielscy obrońcy kryli "jeden na jednego" (konkretnego zawodnika), a nie strefą.
Sir Bobby Robson powiedział:

Zobaczyliśmy styl gry, którego nigdy wcześniej nie widzieliśmy. Żaden z tamtych piłkarzy wcześniej nie znaczył dla nas nic. Nie wiedzieliśmy nic o Puskásu. Wszyscy tamci fantastyczni gracze byli dla nas jak ludzie z Marsa, gdy przechodzili obok. Przyjechali do Anglii, która nigdy nie przegrała na Wembley – mógłby to być pogrom 3:0, 4:0, może nawet 5:0 od małego kraju, który dopiero wchodził do europejskiego futbolu. Nazywali Puskása "galopującym majorem", ponieważ był w armii – jak ten chłopak, służący dla węgierskiej armii, mógł przyjechać na Wembley i zostać sprawcą naszej porażki? Ale sposób, w jaki grali, ich znakomitość techniczna i profesjonalizm – nasza formacja WM została wykończona w dziewięćdziesiąt minut. Mecz miał głęboki wpływ, nie tylko na mnie, ale na nas wszystkich. [...] Ta jedna, jedyna gra zmieniła nasze myślenie. Myśleliśmy, że rozgromimy tę drużynę – Anglia na Wembley, jesteśmy mistrzami, oni są uczniami. Stało się jednak zupełnie inaczej.

Billy Wright powiedział z kolei:

Zupełnie nie doceniliśmy postępów, których dokonały Węgry, nie tylko taktycznych. [...] Gdy wyszliśmy na Wembley tamtego popołudnia, obok drużyny gości, spojrzałem w dół i zauważyłem, że Węgrzy mieli te dziwne, lekkie buty, ścięte pod kostkami jak kapcie. Zwróciłem się do wielkiego Stana Mortensena i powiedziałem: "Powinno być dobrze, Stan, oni nie mają właściwego stroju".

### Rewanż
23 maja 1954 roku odbył się mecz Węgry–Anglia. Anglia miała nadzieję na zrewanżowanie się za porażkę 3:6, zamiast tego jednak Węgrzy wygrali 7:1, co po dziś dzień pozostaje najwyższą porażką w historii reprezentacji Anglii.

### Wpływ długoterminowy
Wynik spowodował szok w futbolu angielskim; po raz pierwszy angielscy trenerzy rozpoczęli czerpanie wzorców taktycznych i treningowych z kontynentu. Z kolei Matt Busby, szkoleniowiec Manchesteru United, był jednym z pierwszych, który uznał, że rywalizacja z najlepszymi europejskimi klubami pozwoli rozwijać się angielskiemu futbolowi, i mimo wątpliwości FA zapewnił, że jego klub weźmie udział w pierwszej edycji Pucharu Europy Mistrzów Krajowych. Don Revie podziwiał węgierską drużynę i cieszył się, że pod koniec okresu gry w Manchesterze City przyjął taką rolę, jaką w reprezentacji pełnił Hidegkuti. Doprowadziło to Manchester City do sporych sukcesów, a samo ustawienie nazwano "planem Reviego". Bill Nicholson szybko zaadaptował węgierskie reguły, co spowodowało, że jego Tottenham Hotspur był pierwszą angielską drużyną, która wygrała europejskie trofeum. Ron Greenwood również dzięki węgierskim zasadom szkoleniowym zdobył z West Ham United Puchar Zdobywców Pucharów. Revie, Malcolm Allison i Brian Clough zaadaptowali węgierskie metody treningowe i szkoleniowe.

## W kulturze
Do meczu nawiązuje piosenka zespołu Hobo Blues Band pt. "6:3" z albumu Esztrád. Tekst do piosenki był pisany w duchu propagandy socjalistycznej i opisuje mecz jako "zwycięstwo socjalizmu".
Do meczu nawiązuje także węgierska komedia pt. 6:3, avagy játszd újra Tutti.

## Szczegóły
| 25 listopada 1953 | · Anglia · Jackie Sewell 13' · Stan Mortensen 38' · Alf Ramsey 57' (k) | 3 − 6(2−4)Raport | · Węgry · Nándor Hidegkuti 1', 20', 53' · Ferenc Puskás 24', 27' · József Bozsik 50' | Empire Wembley Stadium, Londyn Widzów: 105 000 Sędzia: Leo Horn |
|                   |                                                                        |                  |                                                                                      |                                                                 |

| Anglia:             |    |                  |     |  |     |
|                     |    |                  |     |  |     |
| BR                  | 1  | Gil Merrick      |     |  |     |
| OB                  | 2  | Alf Ramsey       |     |  | Gol |
| OB                  | 3  | Bill Eckersley   |     |  |     |
| PO                  | 4  | Billy Wright     | (k) |  |     |
| PO                  | 5  | Harry Johnston   |     |  |     |
| PO                  | 6  | Jimmy Dickinson  |     |  |     |
| NA                  | 7  | Stanley Matthews |     |  |     |
| NA                  | 8  | Ernie Taylor     |     |  |     |
| NA                  | 9  | Stan Mortensen   |     |  | Gol |
| NA                  | 10 | Jackie Sewell    |     |  | Gol |
| NA                  | 11 | George Robb      |     |  |     |
| Trener:             |    |                  |     |  |     |
| Walter Winterbottom |    |                  |     |  |     |

| Węgry:        |    |                  |     |     |     |
|               |    |                  |     |     |     |
| BR            | 1  | Gyula Grosics    | (k) | 78' |     |
| OB            | 2  | Jenő Buzánszky   |     |     |     |
| OB            | 3  | Mihály Lantos    |     |     |     |
| PO            | 4  | József Bozsik    |     |     | Gol |
| PO            | 5  | Gyula Lóránt     |     |     |     |
| PO            | 6  | József Zakariás  |     |     |     |
| NA            | 7  | László Budai     |     |     |     |
| NA            | 8  | Sándor Kocsis    |     |     |     |
| NA            | 9  | Nándor Hidegkuti |     |     | 3x  |
| NA            | 10 | Ferenc Puskás    |     |     | 2x  |
| NA            | 11 | Zoltán Czibor    |     |     |     |
| Rezerwowi:    |    |                  |     |     |     |
| BR            | 12 | Sándor Gellér    |     | 78' |     |
| Trener:       |    |                  |     |     |     |
| Gusztáv Sebes |    |                  |     |     |     |